# Amalberga di Maubeuge
Amalberga di Maubeuge, o anche Madelberga  o Amalburga, Amalia, o Amelia di Lobbes o Amelia di Binche (Saintes, VII secolo – Maubeuge, 690), è stata una religiosa e santa franca, madre di quattro santi.

## Biografia
Visse in Lorena. Era forse sorella di Pipino di Landen. Sposò Witgero, duca di Lorena e conte del Brabante. Fu la madre di sant'Emeberto, di santa Reinilde, di santa Gudula e di santa Farailde. Trascorse gli ultimi anni della sua vita nella comunità monastica di Mauberge, della quale fu badessa fino alla morte.
La sua memoria liturgica ricorre il 10 luglio. Le sue reliquie vennero poi traslate a Binche e la traslazione viene ricordata il 10 giugno.

## Omonimie
Amalberga di Maubeuge non deve essere confuse con Amalberga di Temse, venerata particolarmente a Gand, Temse ed a Munsterbilzen, deceduta nel 772 e la cui memoria viene celebrata il 10 luglio o il 27 ottobre.